# 1996 GG17
1996 GG17 är en asteroid i huvudbältet som upptäcktes den 13 april 1996 av de båda japanska astronomerna Seiji Ueda och Hiroshi Kaneda i Kushiro.